# Eagle Aviation France
Eagle Aviation France — французька авіакомпанія зі штаб-квартирою в Сен-Назер; флот авіакомпанії базується в Міжнародному аеропорту імені Шарля де Голля в Парижі.

## Історія
Компанія Eagle Aviation заснована в 1998 році у Ліберії для виконання замовлень групи Al Amrani. У 1999 році переведена у Францію в Сен-Назер в якості комерційного оператора для участі в лізингових операціях.
Кількість працівників не перевищувала 10 чоловік.
Пройшла процедуру банкрутства і ліквідована 18 лютого 2009 року.

## Флот
За всю історію компанії в її флоті було зареєстровано 14 літаків, 2 з яких на даний момент законсервовані, один зданий на злам:
- Airbus A300-600 — 2;
- Airbus A300B4 — 2 (один відправлений на злам);
- Airbus A310-200 — 2;
- Airbus A310-300 — 1 (законсервований);
- Airbus A320-200 — 2;
- Boeing 747-400 — 1;
- Boeing 757-200 — 4 (один законсервований).